# Elminius
Genre
Elminius  est un genre d'arthropodes du sous-embranchement des crustacés.

## Liste d'espèces
Selon NCBI (30 déc. 2010)  et World Register of Marine Species (30 déc. 2010) :
- Elminius kingii King, 1831
- Elminius modestus Darwin, 1854

ITIS (30 déc. 2010) reconnait également :
- Elminius plicatus Gray, 1854